# Johann Christoph Bach (1673-1727)
Johann Christoph Bach (Erfurt, Turingia, Alemania, bautizado el 13 de junio de 1673 – Gehren, Turingia, Alemania, enterrado el 30 de julio de 1727),  fue un organista y compositor alemán, hijo del también músico Johann Christian Bach, que era primo hermano de Johann Sebastián Bach, el más célebre de los miembros de la familia Bach.

## Biografía
Fue organista y Cantor en Erfurt a partir de 1695 y posteriormente de la iglesia de Gehren desde 1698. Compuso, entre otras obras, un notable ejemplo de Clavier-Übung, que formó parte de una compilación manuscrita.
Tuvo tres hijos varones, también músicos: Johann Samuel (1694-1720), que fue músico y profesor en Sondershausen y Gundersleben, Johann Christian (1696-?), que fue músico en Sondershausen, y Johann Günther (1703-1756), que fue intérprete de viola y tenor además de profesor en Erfurt alrededor de 1735. 
Se conservan en la Universidad de Yale dos importantes compilaciones de música para órgano manuscritas por Johann Christoph Bach, con obras suyas, y sobre todo de Johann Sebastián Bach, Johann Pachelbel, Johann Caspar Ferdinand Fischer, Dietrich Buxtehude, Georg Caspar Wecker, Friedrich Wilhelm Zachow, Johann Krieger, Andreas Werckmeister y Johann Heinrich Buttstett, entre otros maestros del siglo XVIII. Estos manuscritos quedaron en Gehren, seguramente en manos de su hijo Johann Günther, y pasaron después a formar parte de la colección del compositor americano de himnos religiosos y gran estudioso de la música religiosa centroeuropea durante el siglo XIX, Lowell Mason, que fue donada a Yale por sus herederos.